# Mañufe
Mañufe (oficialmente San Vicente de Mañufe) es una parroquia española del municipio de Gondomar, perteneciente a la provincia de Pontevedra, en la comunidad autónoma de Galicia.

## Historia
Hacia mediados del siglo XIX, el lugar, por entonces referido como una feligresía, tenía contabilizada una población de 1154 habitantes. Aparece descrito en el undécimo volumen del Diccionario geográfico-estadístico-histórico de España y sus posesiones de Ultramar de Pascual Madoz con las siguientes palabras:

MAÑUFE (San Vicente): felig. en la prov. de Pontevedra (8 leg.), part. jud. de Vigo (2 1/2), dioc. de Tuy (3), ayunt. de Gondomar (1/4). sit. á la izq. del riach. denominado Ramallosa: con libre ventilacion y clima sano. Tiene unas 190 casas distribuidas en los barrios ó cas. de Areal, Costa, Cruz, Goldra, Iglesia, Nande, Outeiro, Puente, Pousada, Piguejosa y Verdeal. La igl. parr. (San Vicente) se halla servida por un cura amovible y de nombramiento del arcediano de Montes. Confina el térm. N. y E. Gondomar; S. Donas, y O. Ramallosa. El terreno en lo general es llano y fértil; comprende una pequeña cord. formada por los cerros del Cereijo y Portavedra, que se elevan unos 500 pies sobre el nivel del mar; sobre el indicado riach. existe un puente de madera que tiene el mismo nombre que esta parr. prod.: trigo, maiz, centeno, patatas, legumbres, lino, vino, hortaliza, frutas y pastos: hay ganado vacuno, de cerda, lanar y cabrío; y pesca de varias especies. pobl.: 194 vec., 1,154 alm. contr. con su ayunt. (V.)
(Madoz, 1848, pp. 205-206)

En 2022, tenía empadronados 1419 habitantes.

## Patrimonio
Hay en la parroquia una iglesia de San Vicente.